# 松布雷夫
松布雷夫（法語：Sombreffe，法語發音：[sɔ̃bʁɛf]）是比利时瓦隆大区那慕爾省那慕爾區的一个市镇，位于那慕尔、瓦隆布拉班特、埃诺三省交界处，通行法语，是比利时法语社群的一部分，面积35.78平方千米，人口8,420人（2018年1月1日）。

## 友好城市
- 法國 希农堡（城）
- 法國 奥泽兰河畔弗拉维尼